# Bouconville
Bouconville ist eine kleine französische Gemeinde im Département Ardennes mit 57 Einwohnern (Stand 1. Januar 2022). Sie liegt im äußersten Südosten des Départements auf einer durchschnittlichen Höhe von 136 Metern über dem Meer im Einzugsgebiet der Aisne.

## Lage
Die Gemeinde Bouconville liegt sieben Kilometer südöstlich von Monthois; großräumiger gesehen etwa auf halbem Wege zwischen Reims und Verdun. Nördlich von Bouconville befindet sich der Militärflugplatz von Vouziers-Sechault. 

## Einwohnerentwicklung
| Jahr      | 1962 | 1968 | 1975 | 1982 | 1990 | 1999 | 2007 | 2018 |
| Einwohner | 97   | 111  | 84   | 65   | 55   | 55   | 49   | 55   |